# Detector de metales

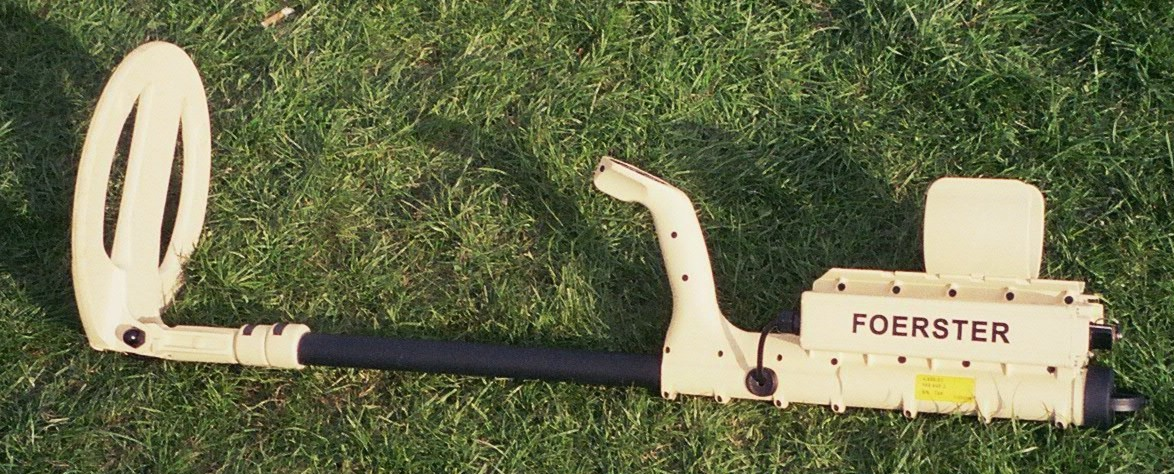
Detector de metal.

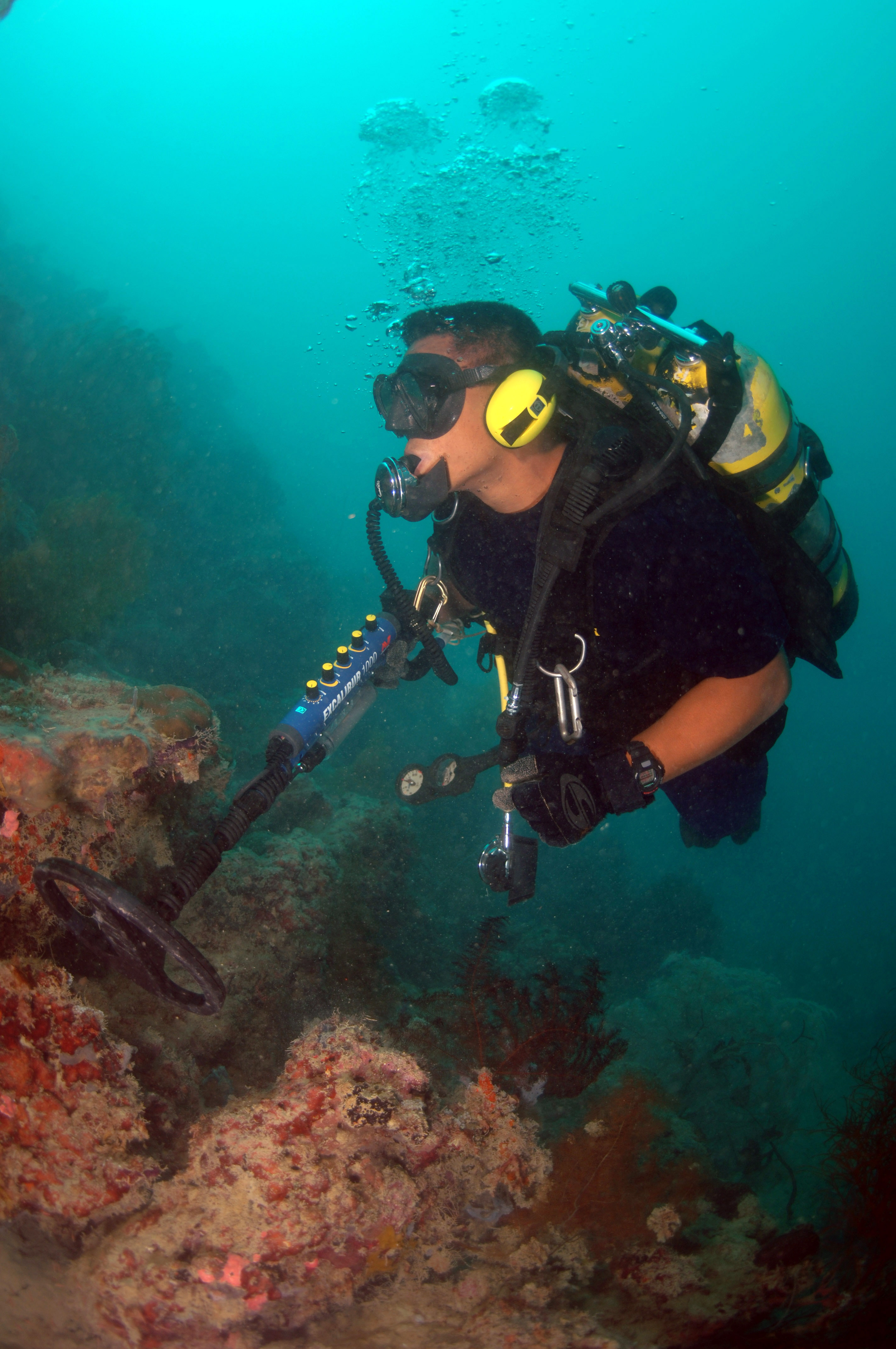
Detector de metales sumergible

Un detector de metales es un instrumento electrónico que permite identificar la presencia de metal, por ejemplo: bajo tierra, oculto en alguna superficie o en personas.
Algunos de los usos más habituales son: búsqueda de minas, detección de armas ocultas y búsqueda de metales u objetos metálicos enterrados en arqueología, minería o como afición.

## Tipos
Existen de distintos tipos: 
- Fijos: como pórticos, en donde la persona o bulto debe pasar por su interior.
- De mano: suele ser de tamaño reducido para hacer búsquedas de precisión.
- De brazo: posee un plato (o bobina) unido a un bastón que se apoya en el brazo y que permite hacer el característico movimiento de balanceo.
- Sumergibles: Equipos aptos la búsqueda en ríos, lagos o mares.

## Principio de funcionamiento

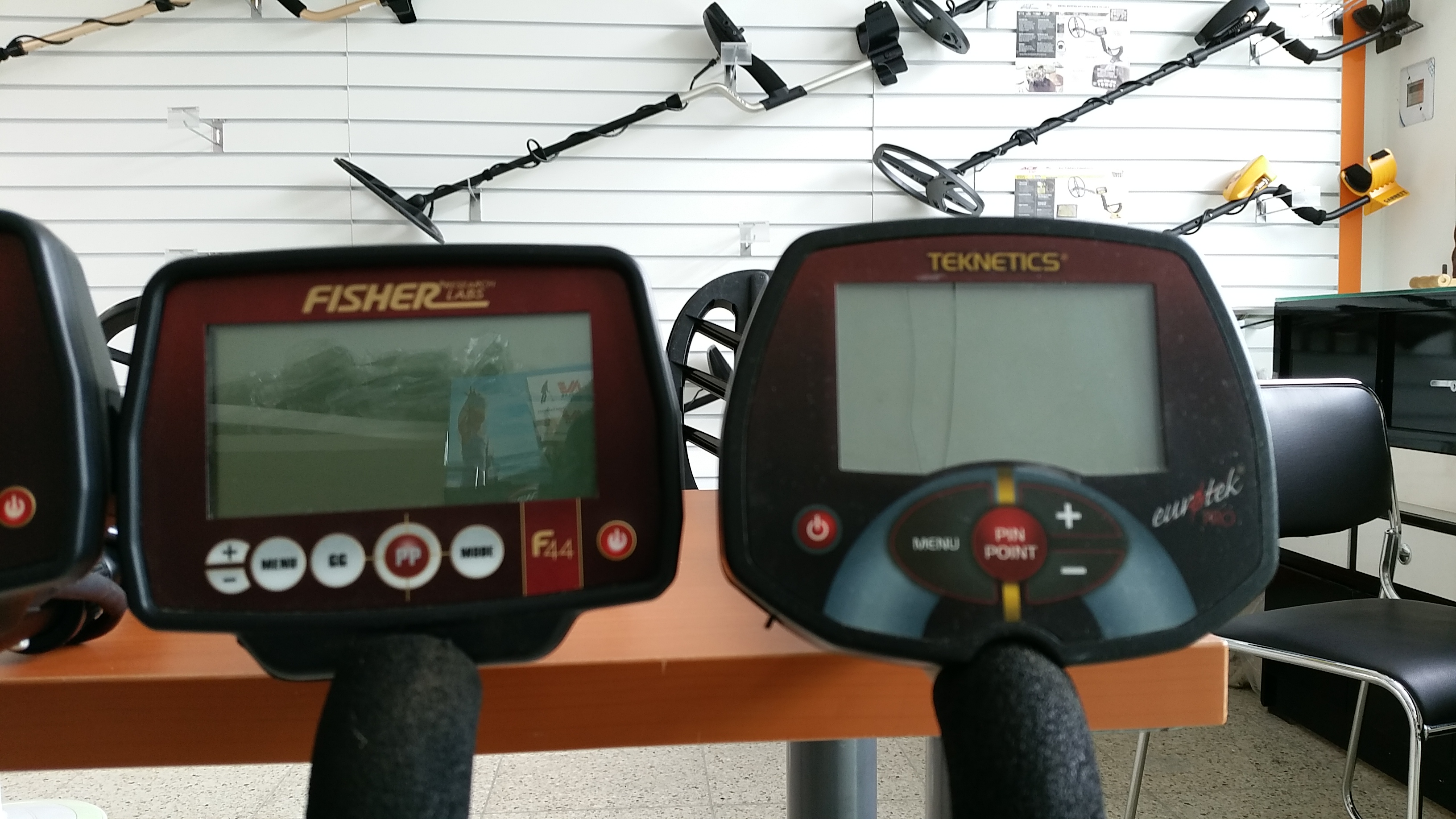
Pantalla de información

Un detector de metales básicamente genera un campo magnético e interpreta las variaciones y/o alteraciones que en éste se producen. En general, se clasifican en dos tipos, los de inducción de pulso (o PI) o los de radiofrecuencia (o VLF) que varían en la forma generan el campo magnético y leen las variaciones.

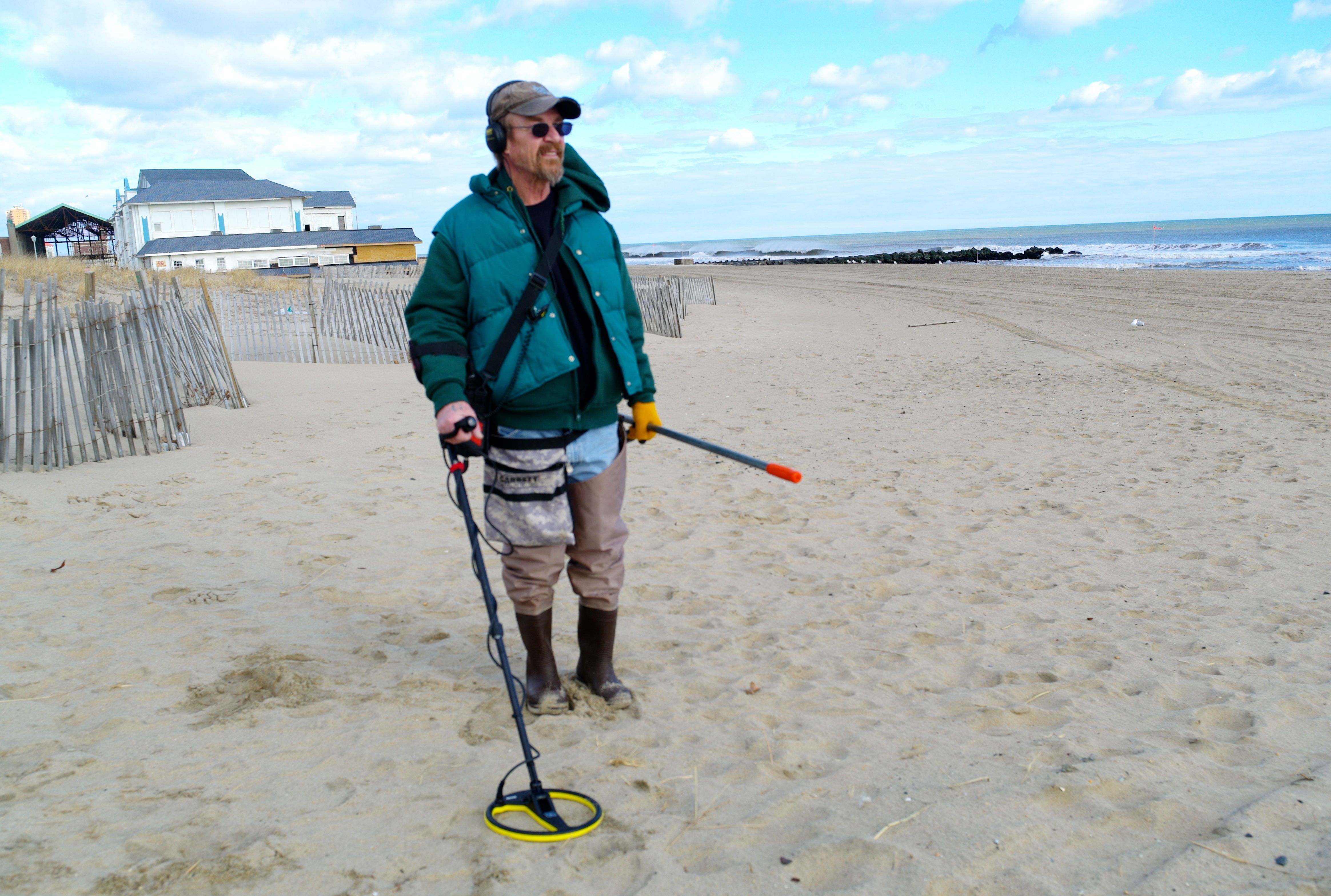
Aficionado buscando objetos metálicos enterrados en la arena de una playa

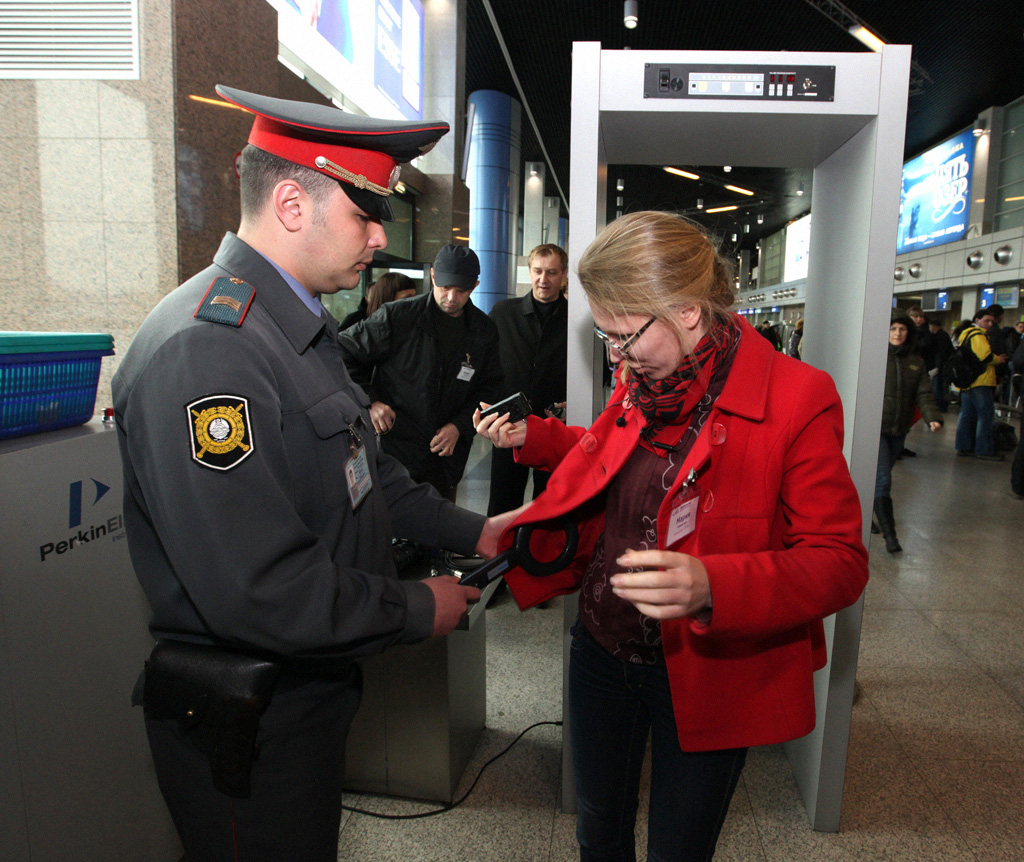
Policía buscando objetos metálicos

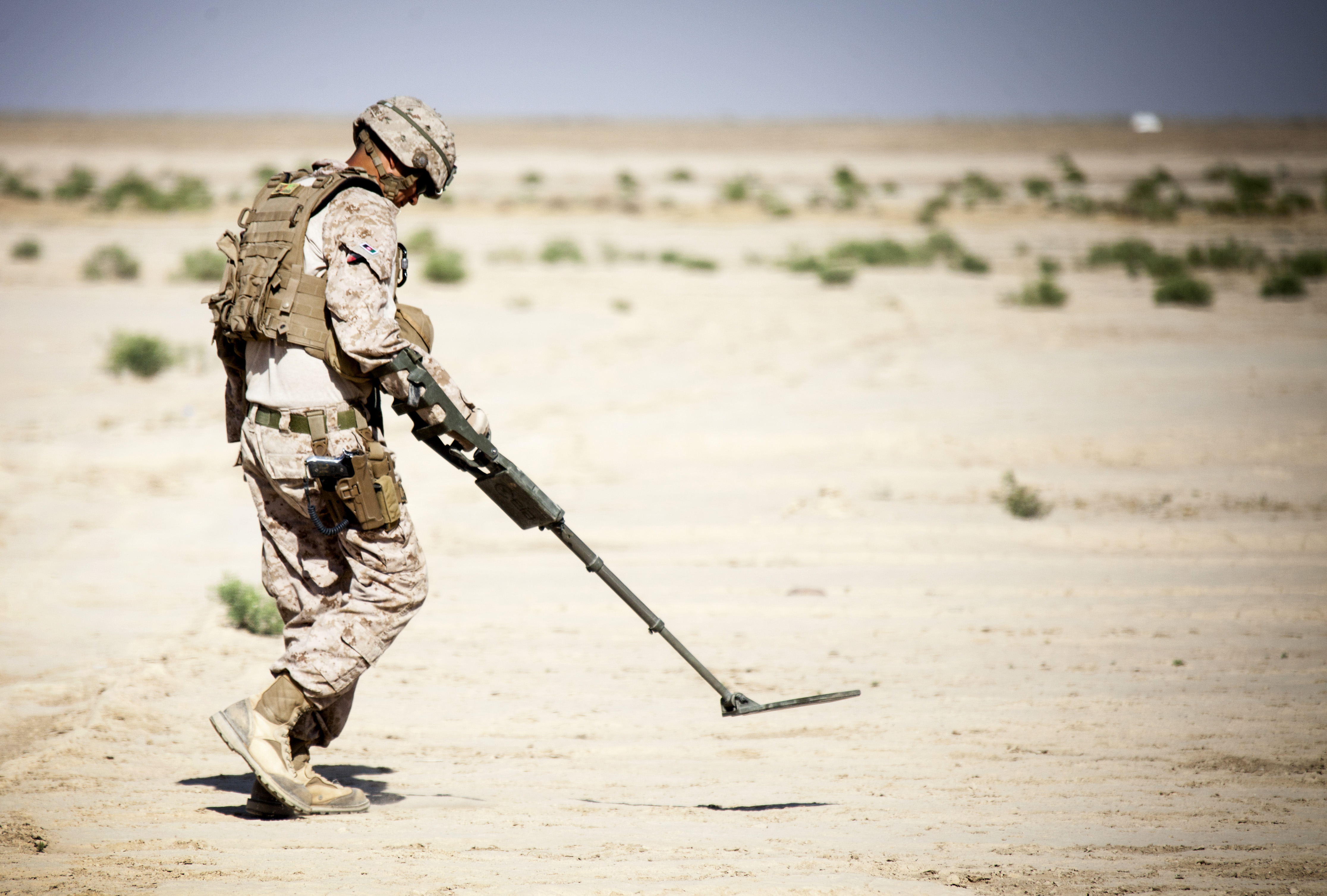
Detección de minas de guerra

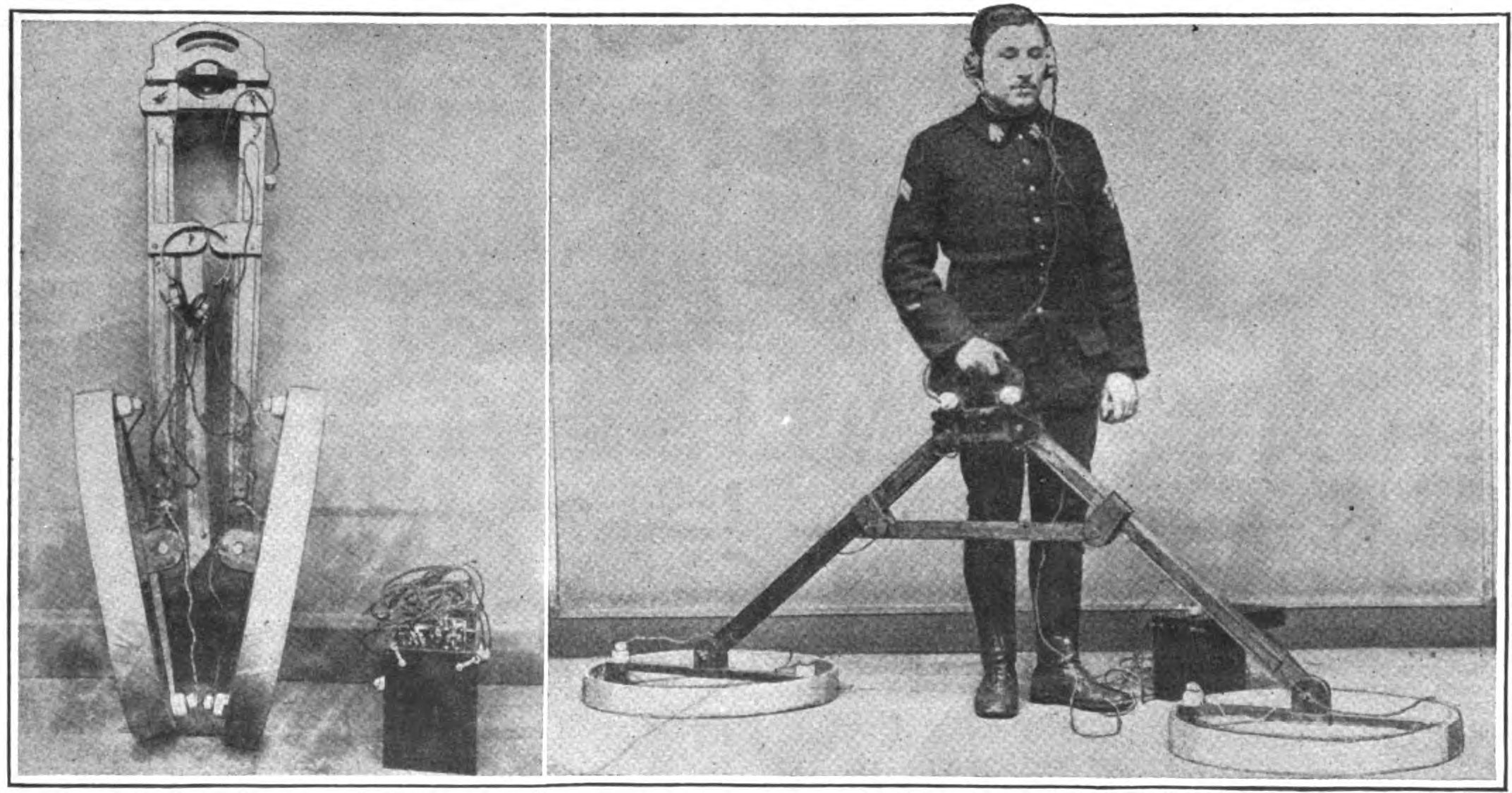
Detector de la Primera Guerra Mundial

Los detectores de metales no considerados como portátiles (seguridad personal y antiminas) se componen de arcos o túneles de detección conocidos como «cabezales de detección de metales». Estos suelen emplearse en los sectores alimentario, químico, farmacéutico, minero, maderero, o incluso en procesos de reciclaje.
Estos túneles que generan un campo electromagnético en su interior, pueden ser cuadrados, rectangulares o incluso circulares. Los túneles circulares sirven para inspeccionar el paso de los productos a través de tuberías, mientras que los rectangulares se utilizan en las cintas de transporte.
Al inicio de la década de los 1990, estos equipos fueron mejorados tecnológicamente debido a su alta demanda, avanzando de su primera generación electrónica analógica a una nueva tecnología digital, que aporta excelentes resultados en la detección de metales ferromagnéticos como los no férricos y no magnéticos.
Actualmente estos equipos forman parte de los controles de calidad en empresas que aplican normativas internacionales como ISO, HACCP, BRC, IFS, FDA... entre otras muchas otras, y que forman parte de rigurosos protocolos cuya finalidad es la de garantizar tanto la seguridad de sus productos como los de la maquinaria y el personal que los manipulen.
En un entorno industrial con velocidades de producción cada vez más vertiginosas, la detección de metales mediante este tipo de equipos, capaces de procesar señales digitales para el escaneo de los productos a gran velocidad, es un avance tecnológico por la seguridad preventiva y el control de calidad.

## ¿Dónde se practica la detección del ocio?
La detección de metales es una actividad de ocio que se practica preferentemente en las playas que bordean sus costas (más raramente en las tierras interiores). Con su litoral soleado y sus playas abarrotadas en verano, España ofrece un terreno de juego ideal para los aficionados a la detección, ya sean principiantes o experimentados. Ya sea en las playas de la Costa Brava, la Costa del Sol o las Islas Baleares, los detectores de metales permiten descubrir una gran variedad de objetos: joyas perdidas, monedas o recuerdos enterrados en la arena.
Sin embargo, es importante señalar que la práctica de la detección de metales en España está regulada por normativas estrictas. Cada comunidad autónoma puede imponer sus propias reglas, lo que significa que es fundamental informarse antes de comenzar. En las playas públicas, la detección suele estar permitida, pero en ciertas zonas protegidas o en sitios clasificados como patrimonio arqueológico, pueden ser necesarias autorizaciones específicas. Por ejemplo, está prohibido prospectar cerca de ruinas antiguas o vestigios históricos, bajo pena de sanciones.

## Controversias
Algunas personas por el afán de hacerse ricos y otros por pasar un buen rato, rastrean playas y montes en busca de monedas, reliquias, objetos militares, etc. No obstante, las leyes del Patrimonio Nacional y cada vez más las regionales son tajantes en este tema: toda prospección y/o remoción del suelo con carácter arqueológico ha de tener un permiso, y sin ese permiso se interpreta que el usuario de detectores está cometiendo un delito contra el patrimonio (exceptuando la búsqueda de objetos metálicos en playas, salvo algunos enclaves puntuales por su proximidad a zonas arqueológicas o por regulaciones autonómicas y/o locales). Pese a estas regulaciones, algunos yacimientos arqueológicos son saqueados ilegalmente cada año por expoliadores equipados con detectores. Sin embargo, no son pocos los aficionados que están creando asociaciones en busca de una regulación que les permita usar sus aparatos en condiciones controladas, e informando de los modos y casos en los que su uso es perfectamente lícito en la geografía española.
En Andalucía en concreto, la nueva Ley 14/2007 del Patrimonio Histórico de Andalucía recoge en su artículo 60 una regulación del uso de aparatos detectores de metales, la cual permite un uso controlado sin riesgos de afección al Patrimonio Histórico. Actualmente, solo es posible usar el detector de metales en playas andaluzas previa autorización de la Consejería de Cultura y Patrimonio Histórico.